# Otohydra vagans
Otohydra vagans är en nässeldjursart som beskrevs av Bertil Swedmark och Teissier 1958. Otohydra vagans ingår i släktet Otohydra och familjen Otohydridae. Inga underarter finns listade i Catalogue of Life.